# Jaecheop-guk

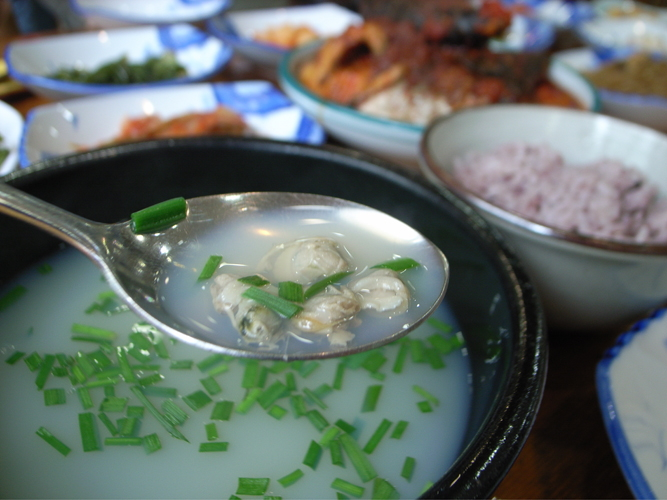
Un bol de jaecheop-guk.

Le jaecheop-guk (en hangul : 재첩국 ; prononciation : [tɕɛ.tɕʰʌp̚.k͈uk̚]) est une soupe coréenne préparée à partir de palourdes d'eau douce appelées jaecheop (재첩, Corbicula leana). C'est une spécialité de la province de Gyeongsang, dans laquelle les palourdes sont récoltées, notamment dans le cours inférieur des fleuves Nakdong, Seomjin et Suyeong, les cours d'eau des environs de Gimhae, Myeongji, Eumgung et Hadan.
La préparation de cette soupe demande de faire bouillir les palourdes avec de la ciboule, de la cébette, de l'ail émincé et du sel. Elle fait partie des soupes utilisées comme remède contre la gueule de bois (haejangguk).